# Neoraputia calliantha
Neoraputia calliantha är en vinruteväxtart som beskrevs av Kallunki. Neoraputia calliantha ingår i släktet Neoraputia och familjen vinruteväxter. Inga underarter finns listade i Catalogue of Life.